# 차문절공유사목판
차문절공유사목판(車文節公遺事木板)은 대한민국 전라남도 광양시 옥룡면 죽천리에 있는, 고려말 조선초기의 문신인 차원부(1320~1407)의 유문(遺文)과 관련 기록을 <차문절공유사>라는 이름으로 엮어 1791년에 새긴 목판 53판이다. 1999년 7월 5일 전라남도의 유형문화재 제212호로 지정되었다.

## 개요
고려말 조선초기의 문신인 차원부(1320~1407)의 유문(遺文)과 관련 기록을 <차문절공유사>라는 이름으로 엮어 1791년에 새긴 목판 53판이다. 중앙기관인 운각(芸閣)관 관련되고 빠진 것이 없이 전체가 보존되어 오고 있어 인쇄사적으로 가치가 크다.

## 참고 문헌
- 차문절공유사목판 - 국가유산청 국가유산포털